# Tankcsapdák

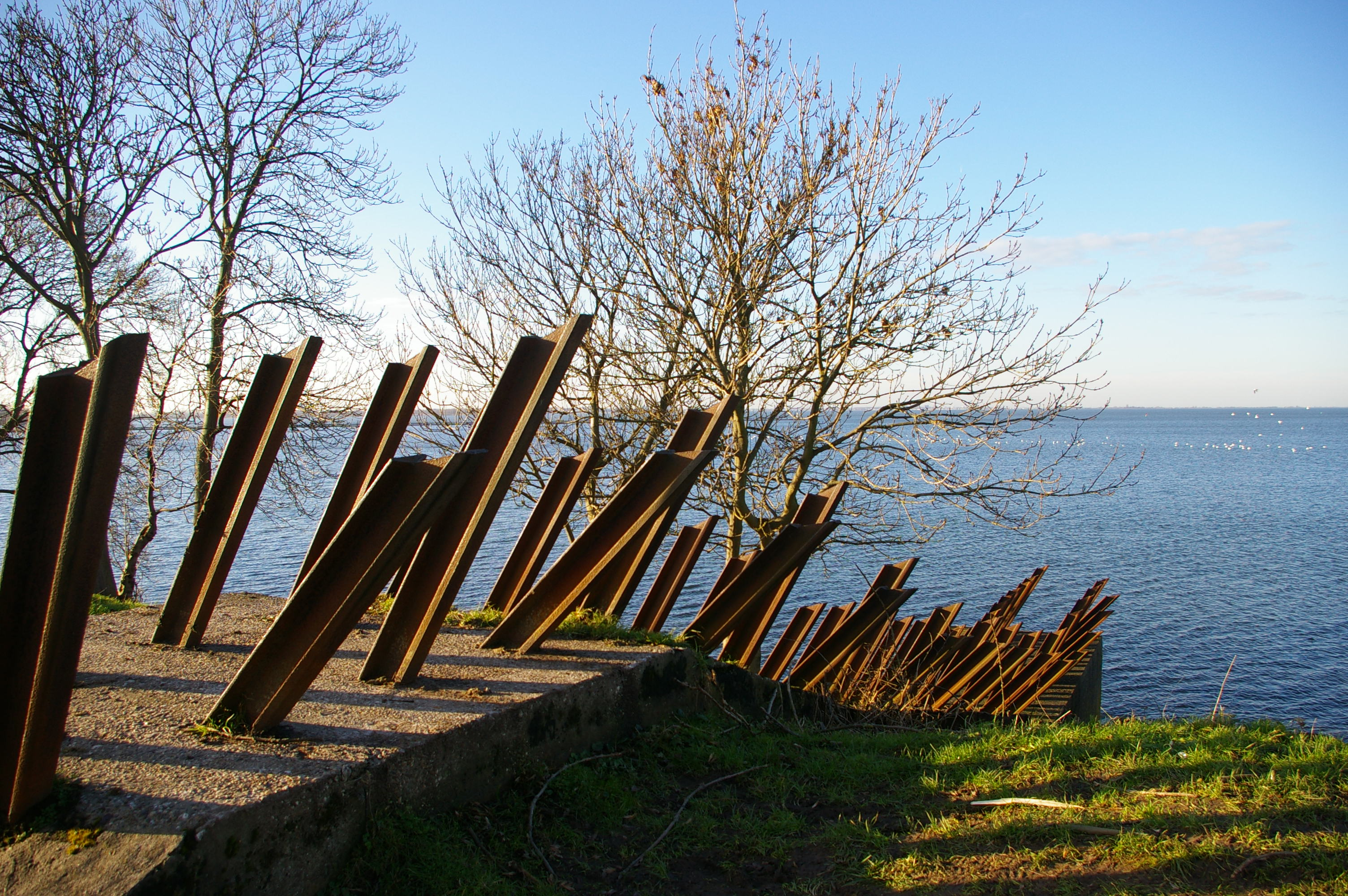
Egyfajta tankcsapda a hollandiai IJsselmeer-gáton Muidentől keletre

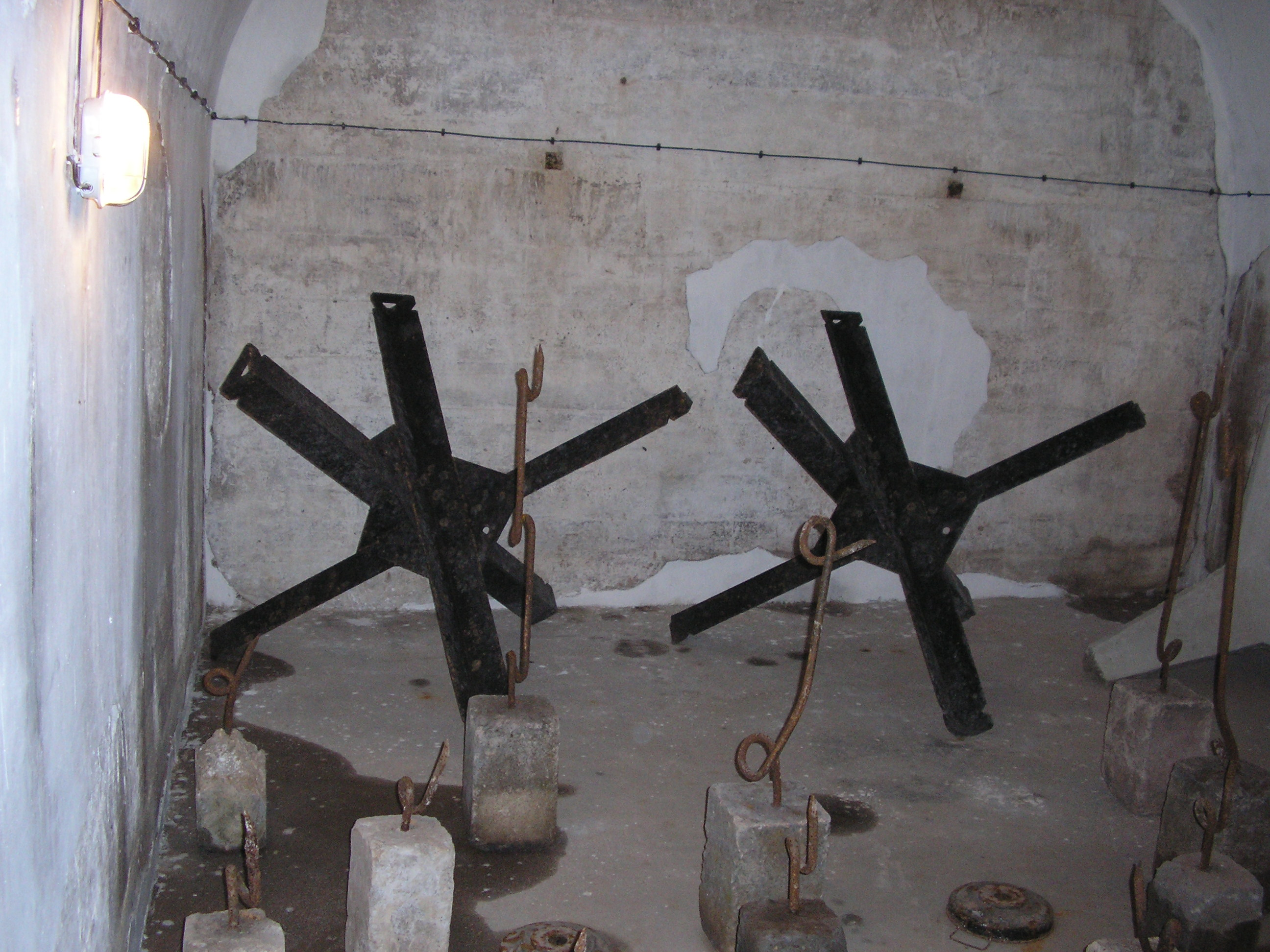
Cseh sün, egyfajta tankcsapda, mely három, középen összehegesztett acélgerendából áll

A tankcsapdák változatos formájú védelmi eszközök, melyek körébe tartoznak (többek között) a következők:
- A második világháborúban használt leggyakoribb típusai a cseh sün és a sárkányfog-akadály
- Harckocsiárkok [1]
- A legelterjedtebb tankcsapdatípus a harckocsiakna

Példák különböző helyszíneken telepített tankcsapdákra:
- A második világháború során Budapest körül kiépült Attila-vonal legbelsőbb részét alkotó, az Attila III.-nál kiépült harckocsiárok.[1]
- A koreai demilitarizált zónáról ismert, hogy nagy kiterjedésű aknamezőket tartalmaz.
- A berlini fal számos különböző műszaki akadályt tartalmazott, köztük többféle tankcsapdát is.
- Az Atlanti fal számos különböző műszaki akadály alkalmazott, köztük többféle tankcsapdát is.
- A csehszlovák határvédelmi erődítmények sokféle műszaki akadály alkalmaztak, köztük számos típusú tankcsapdát is.
- A Mannerheim-vonal számos különböző akadályt használt, köztük többféle tankcsapdát is.
- A Maginot-vonal számos különböző akadályt használt, köztük többféle tankcsapdát is.

## Fordítás
- Ez a szócikk részben vagy egészben  az   Anti-tank obstacles című angol Wikipédia-szócikk ezen változatának fordításán alapul.  Az eredeti cikk szerkesztőit annak laptörténete sorolja fel. Ez a jelzés csupán a megfogalmazás eredetét és a szerzői jogokat jelzi, nem szolgál a cikkben szereplő információk forrásmegjelöléseként.

## Lásd még
- Szárazföldi akna
- Műszaki határzár